# Marée haute (film)
Pour plus de détails, voir Fiche technique et Distribution.
Marée haute est un film français de court métrage réalisé par Caroline Champetier, sorti en 1999.

## Synopsis
À la fin de sa saison de travail dans un restaurant d'une station balnéaire de Normandie, une jeune femme parle seule, tentant de se persuader qu'elle n'a aucun regret d'avoir été abandonnée par son amour d'été.

## Fiche technique
- Titre : Marée haute
- Réalisation : Caroline Champetier
- Scénario : Caroline Champetier et Jérôme Beaujour
- Photographie : Julien Hirsch
- Musique : Janis Joplin
- Montage : Yann Dedet
- Son : Jean-Claude Laureux et Brigitte Taillandier
- Production : Why Not Courts Métrages
- Pays d'origine :  France
- Format : Couleur - 35 mm
- Genre : comédie dramatique
- Durée : 16 minutes
- Date de sortie : 1999

## Distribution
- Sylvie Testud
- Louis-Do de Lencquesaing
- Philippe Dusquenne
- Yves Ullman

## Distinctions

### Sélections
- 1999 : Festival du film francophone de Tübingen - Stuttgart
- 1999 : Festival du nouveau cinéma - Montréal
- 1999 : Festival international du film francophone de Namur
- 1999 : Festival de Cannes (Quinzaine des réalisateurs)

### Récompenses
- 1999 : Prix du meilleur court métrage au Festival du film Journées romantiques de Cabourg[2]
- 1999 : Prix SACD à la Quinzaine des réalisateurs